# 臺灣救世軍
救世臺灣軍區（The Salvation Army Taiwan Region）即指設在台灣的救世軍。台灣自1928年8月開始有救世軍的工作，1945年因日本人撤離而中斷。1965年至今設有五個部隊，藉由基督教的信仰形式為台灣的人民、社群提供各種服務。其中兩個部隊在台北地區，分別為台北中央隊和內湖隊。其餘的部隊設在台中、台南、埔里。現下除了部隊（教會及其所屬）成長培植事工外，也透過所屬各教堂及外展中心地點，對外提供許多不同形式的關懷服務，包括：災害救助、扶助貧寒、醫院及監獄探訪、社群服務等等。

## 歷史

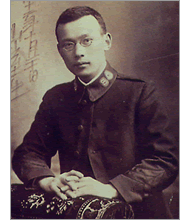
山室軍平

1928年8月，日本救世軍軍官山室軍平與瀬川八十雄被派遣來台做先鋒，成立台灣大隊，並在台北、台中設置小隊。他在基隆登陸後數年之間和當時的日本人一起宣教。
打開了救世軍的事工，救世軍日本軍區陸續徵調救世軍人到台支援，救世軍是當時之非官方組織，並以民間資源展開社會服務與地震賑災事工的組織之一，救世軍的工作有重要的進展，從基隆到高雄設立了八個部隊，曾經駐台的軍官數十人。
但第二次世界大戰日本戰敗後，日籍人士被迫離開，而縮短了此項工作的任期。
救世軍被迫結束所有社會工作，所有教會事工匆匆關閉或轉介到當地其他教會。
1964年5月，美軍來台協防。在來台軍人中有一位飛行員名叫萊斯利·羅斯德（Leslie Lovestead），他是一位年約20歲的美國救世軍軍人，他的父親也是一位救世軍軍官，當時在加州負責帶領一個救世軍部隊。羅斯德在離開美國的時候，還曾受乃父之託付攜帶了一面救世軍的軍旗來到台灣。當他到達台中以後不久，他就開始從事救世軍的宣教活動，並重新組織在二戰後分崩離析的台灣救世軍。
他同時也犧牲了許多時間和心力，就為了要完成此項使命。
他找到同道同工一同上街頭，對當時在地的兒童而言，他可能是台中市最有名的一位美國人，因為他常常玩弄音樂，逗孩子們開心。當年的年底，他租了一間小禮拜堂，並帶領約250位的兒童會眾，而其成年人會眾也隨著時間而愈來愈多。
當羅斯德的役期即將要被派遣回美國的時候，就寫了一封信給位於倫敦的救世軍國際總部，請求派遣軍官來協助台灣的救世軍事工。當時的大將顧德斯（General Frederick Coutts）在接到消息後差派夏偉爾中將（Commissioner Samuel Harvey）到台灣做初步的考察，並在1965年10月派遣藍寶實准將暨夫人（Colonel and Mrs. George Lancashire）來台，藍寶實准將和他的夫人都是退休的救世軍軍官，他們之前曾經在中國做了宣教的工作15年（1924年至1939年），但後來因為中國勒令外籍傳教士離華，禁止接受外援的救世軍繼續活動，而返回英國。他們來到台灣主要任務是在當地設立一個救世軍的穩固基地。
同一年間，救世軍發展到了台北的地區，從那時候開始，救世軍就開始在這個城市中進行社群服務。1966年3月最早設立的台北中央隊在中正路(現今八德路)上開幕啟鑰。
1967年4月，在台中成立了第二個正式的部隊。
1969年9月成立了台北的新店隊和古亭隊。
1973年3月，救世軍發展到了台南，而當時成立的台南隊至今都還在當地持續活動。
1973年10月，基隆隊正式成立。
然而，後來因為當時政府法令的改制，迫使新店隊及基隆隊，連同其社區服務中心等，相繼關閉。
1978年10月，台北的內湖隊正式成立。
1986年台灣區總部購置辦事處，正式設址於台北市敦化南路和平東路口。
1987年古亭隊轉移至木柵地區而改名為木柵隊。
1988年，救世軍在台灣設立了一所智障兒童訓練發展中心、數家托兒所及一家幼稚園。但是政府修法改制後，礙於當時法律之設限而關閉。
不過救世軍的社群服務始終還是一直在透過當地的部隊隊員持續進行，這些活動包括醫院及監獄的事工探訪、社區弱勢團體的關懷支援、語文班、音樂班、手工藝及其他項目等等。
1999年一場災難性的921大地震發生之後，救世軍迅速對災區投入了不少救助工作，尤其在台中和南投地區。另外，日本、香港、新加坡和美國的救世軍軍人也組成團隊，來到台灣給予協助。其他國家地區的救世軍，則對台灣的救助工作提供了支援資金。這些資金就用來支持初步重建的工作，和這些災區的後續跟進工作。
2000年8月，為持續協助南投縣的當地災民，救世軍在埔里成立外展中心。翌年4月，救世軍的埔里隊相繼成立，更擴大社群服務包括就業訓練等，現今在地方上對弱勢關懷服務的發展，不但擴及不同年齡層，也越來越多元。
目前，台灣總共有五個部隊與兩個分隊，分布在台灣的西半部。

### 台灣軍區使命宣言
以下是救世軍台灣軍區的使命宣言，由其軍區總部討論後撰寫的。這個宣言只存在於台灣軍區，其他軍區的使命宣言或與此不同。
|  | 引領人信從主耶穌基督； 培植信徒使具成熟靈命； 並奉主名義去服務社群。 |

## 部隊
| 部隊       | 軍官（傳道人）         | 位置                                  |
| ---------- | ---------------------- | ------------------------------------- |
| 台北中央隊 | 梁世琨少校、許千秋少校 | 台北市大安區四維路208巷1號            |
| 內湖隊     | 陳忠良少校、張玉貞少校 | 台北市內湖區內湖路一段285巷63弄7號1樓 |
| 台中隊     | 謝文禎少校、余春鳳少校 | 台中市西屯區四川東街67號1樓           |
| 太平分隊   | 林裕智上尉、蘇麗娟上尉 | 台中市太平區振福路268號               |
| 埔里隊     | 吳君毅少校、陳素謙少校 | 南投縣埔里鎮西安路一段347之2號        |
| 魚池分隊   | 島阿鳳牧師（特勤士官） | 南投縣魚池鄉秀水路33之3號             |
| 台南隊     | 李德峰少校、翁阿緞上尉 | 台南市東區崇學路96巷22號              |

## 外部鏈結
- 台灣救世軍